# Heinrich Gareis
Heinrich Gareis (* 30. März 1878 in Burgebrach; † 10. Oktober 1951 in München) war ein deutscher Jurist, Polizeipräsident von Nürnberg und in der Zeit des Nationalsozialismus Regierungspräsident von Oberbayern.

## Leben und Wirken
Gareis besuchte in Bayreuth und Ansbach das Gymnasium und schloss seine Schullaufbahn mit dem Abitur ab. Von 1897 bis 1901 absolvierte er ein Studium der Rechtswissenschaft an den Universitäten Erlangen, Berlin und Kiel. Während seines Studiums wurde er 1897 Mitglied der Burschenschaft der Bubenreuther in Erlangen. Nachdem er 1901 das erste juristische Staatsexamen bestanden hatte, folgte das Rechtsreferendariat und 1905 das zweite juristische Staatsexamen. 
Danach wurde Gareis als Regierungsakzessist in den Staatsdienst übernommen und legte am 16. Dezember 1905 die große Staatsprüfung ab. Danach war er ab 1906 bei der Regierung von Mittelfranken tätig. Ab 1909 war er Bezirksamtsassessor in Kulmbach und ab 1912 in Ansbach. Nach dem Ersten Weltkrieg wurde er 1920 Regierungsassessor und danach Oberamtmann und stellvertretender Staatskommissar für Mittelfranken in Nürnberg. Gareis wurde 1921 zum Oberregierungsrat befördert und trat in den Polizeidienst Nürnberg-Fürth ein, dem er vorstand. Ab 1923 war Gareis Polizeidirektor der im gleichen Jahr verstaatlichten Polizei von Nürnberg-Fürth und fungierte dort ab Anfang November 1929 als Polizeipräsident.
Gareis war „deutschnational“ eingestellt und hegte gegenüber völkisch-deutschnationalen Gruppen Sympathien, während er gegen Linke rigoros vorging.
Nach der Machtübergabe an die Nationalsozialisten schied Gareis im März 1933 aus dem Polizeidienst aus. Im April 1933 wurde Gareis im Rang eines Ministerialdirektors in das bayerische Innenministerium berufen und übernahm im April 1934 geschäftsführend die Leitung der Regierung von Oberbayern. Zum 1. Mai 1937 trat Gareis der NSDAP (Mitgliedsnummer 5.030.396) und im Juli 1938 der SS bei (SS-Nummer 309.733), in der er im Juni 1939 den Rang eines SS-Oberführers bekleidete. Nach der geschäftsführenden Leitung war er ab 1. April 1940 Regierungspräsident von Oberbayern. Aufgrund „finanzieller Unregelmäßigkeiten“ wurde er im Juni 1943 von seinem Amt als Regierungspräsident entbunden. Anschließend erhielt er eine Anstellung in der Chemiebranche bei der Münchner Firma Dr. Alexander Wacker.
Nach Kriegsende befand sich Gareis bis Mai 1947 in alliierter Internierung. Im Rahmen der Entnazifizierung wurde er 1948 nach einem Spruchkammerverfahren in München als Mitläufer entnazifiziert.